# Airalo
Airalo — торговая площадка eSIM, которая предоставляет путешественникам eSIM карты покрывающие более 200 стран и регионов по всему миру, обеспечивая им мгновенный доступ в Интернет за границей. По состоянию на 11 июля 2025 года приложение Airalo насчитывает более 20 миллионов пользователей и доступно в App Store и Google Play Store на 53 языках.

## История
Airalo — американский стартап, основанный в 2019 году Абрахамом Бураком и Бахадиром Оздемиром. Их цель — предоставить путешественникам доступ к мгновенной, недорогой, глобальной связи с помощью технологии eSIM.
Абрахам и Бахадир — цифровые кочевники, которые на собственном опыте убедились в ограниченности возможностей связи во время путешествий. Технология eSIM дала возможность предоставить путешественникам более доступную и недорогую альтернативу роумингу.
В 2019 году Airalo получила $1,9 млн долларов посевного финансирования от Antler и индийского посевного фонда Surge Sequoia Capital. В 2021 году компания получила дополнительные $5 млн долларов в рамках финансирования серии А. А уже в 2023 году — $60 млн долларов в раунде финансирования серии B. e& Capital, венчурное подразделение компании e& (более известной как оператор Etisalat в ОАЭ), возглавила раунд при участии стартап-инкубатора Antler Elevate, Liberty Global, Rakuten Capital, Singtel Innov8, Surge (фонд ранних стадий под управлением Peak XV, ранее известного как Sequoia Capital India и SEA), Orange, T Capital (венчурное подразделение Deutsche Telecom), KPN Ventures, Telefónica Ventures и I2BF Global Ventures.
В июле 2025 комания Airalo получила дополнительные $220 млн долларов в раунде финансирования серии С. CVC Capital Partners возглавила этот раунд финансирования с участием инвесторов Peak XV и Antler Elevate. 